# Doubs (departamento)
Doubs (pronúncia local: [du] (escutarⓘ)) é um departamento da França localizado na região Borgonha-Franco-Condado. Sua capital é a cidade de Besançon.